# Antonio Vidal
Antonio Vidal Caturla, conocido futbolísticamente como Vidal, fue un jugador internacional de fútbol español. Nació en Alicante el 25 de marzo de 1923, falleciendo en su ciudad natal el 19 de abril de 1999. Jugó en el Hércules CF, Elche CF, Alcoyano y Atlético de Madrid, llegando a disputar un encuentro internacional con la Selección.

## Trayectoria
En la temporada 1941–1942 debuta con el Hércules Club de Fútbol. La siguiente temporada pasa al Elche Club de Fútbol donde permanece hasta 1945, año en que ficha por el Club Deportivo Alcoyano, que acababa de ascender por primera vez a Primera División. Tras dos temporadas en el conjunto de Alcoy, ficha en 1947 por el Atlético de Madrid, que pagó por él 450.000 pesetas, "una auténtica fortuna en la época".
En el conjunto rojiblanco formó parte de una de sus delanteras más famosas, la llamada Delantera de Seda, en la temporada 1947/48: Juncosa, Vidal, Silva, Campos y Escudero.
Sin embargo, problemas de salud le obligaron a dejar el fútbol en 1949, con tan solo veintiséis años. Volvería a intentarlo, sin éxito, en 1950 en el Alcoyano y, ya en categorías inferiores, en 1952 en el Jumilla CF.
También realizaría una breve incursión en los banquillos, como entrenador del equipo almeriense del Hispania en 1963.

### Selección nacional
El 21 de marzo de 1948, Vidal disputó su único encuentro internacional. Fue en un partido amistoso disputado en Madrid entre las selecciones de España y Portugal, que finalizó con victoria española por dos goles a cero.